# شعبية غريان
|                     |                    |
| عدد السكان          | 210,000 نسمة       |
| المساحة             | 4,660 كم مربع      |
| الكثافة السكانية    | 54.64 نسمة/كم مربع |
| ترقيم الشعبية       | 21                 |
| الموقع على الإنترنت | لايوجد             |
|                     |                    |

شعبية غريان هي إحدى شعبيات ليبيا. عاصمتها مدينة غريان ومن المؤتمرات الشعبية الأساسية فيها ما يلي:
- غريان المدينة
- القواسم
- تغرنة
- بني خليفة
- بني نصير
- تغسات
- القواليش
- ككلة
- الرابطة
- بئر غني
- العربان : الجعافرة. أولاد بريك. قماطة.
- الاصابعة

‌